# Falsche Vampire
Die Falschen Vampire, manchmal auch Ziernasen oder Eigentliche Großblattnasen genannt (Megaderma), sind eine Fledermausgattung aus der Familie der Großblattnasen (Megadermatidae). Mit den Vampirfledermäusen (Desmodontinae) sind sie nicht näher verwandt. Die Gattung teilt sich in zwei Arten:
- Der Indische oder Große Falsche Vampir (Megaderma lyra, manchmal in der Gattung Lyroderma eingeordnet) lebt von Afghanistan über Indien bis in den Norden der Malaiischen Halbinsel.
- Der Malaiische oder Kleine Falsche Vampir (Megaderma spasma) lebt in Süd- und Südostasien bis zu den Philippinen und zu den Molukken.

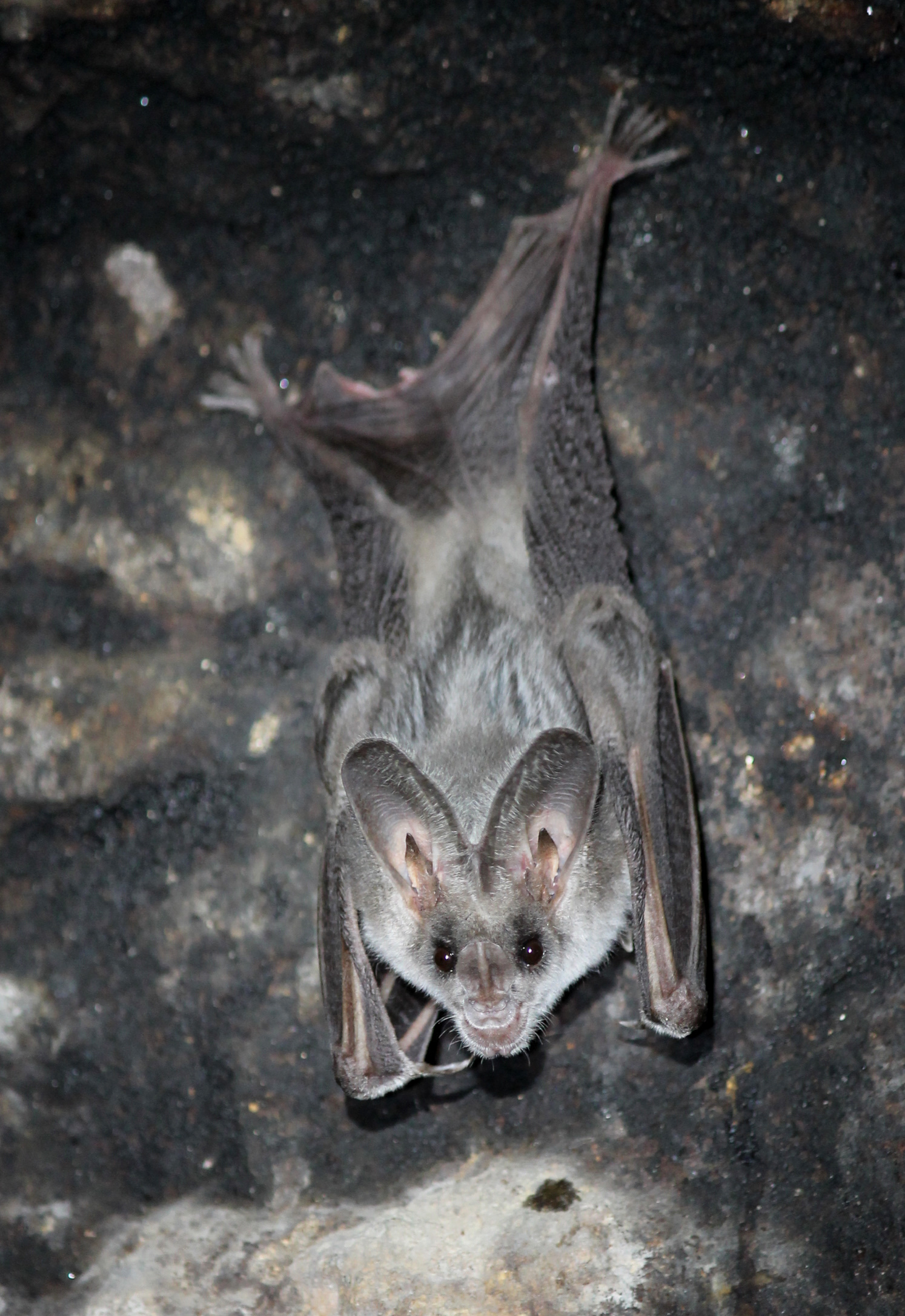
Indischer Falscher Vampir

## Beschreibung
Beide Arten erreichen eine Kopfrumpflänge von 65 bis 95 Millimeter, mit 40 bis 60 Gramm Gewicht ist der Indische Falsche Vampir aber deutlich schwerer als der Malaiische Falsche Vampir (23 bis 28 Gramm). Bei ersterem ist das Fell an der Oberseite graubraun und an der Unterseite weißlich-grau gefärbt, bei zweiterem ist die Oberseite oben rauchgrau und unten bräunlich. Wie alle Großblattnasen sind sie durch die großen Ohren, das große Nasenblatt und durch das Fehlen des Schwanzes charakterisiert.

## Lebensweise
Falsche Vampire schlafen tagsüber in Höhlen, Bergwerken, Gebäuden oder Baumhöhlen. Meist ruhen sie in kleinen Gruppen (3 bis 30 Tiere), manchmal bilden sie jedoch auch größere Gruppen von bis zu 2000 Exemplaren. In der Nacht begeben sie sich auf Nahrungssuche, wobei sie oft an einem Ast oder höhergelegenen Aussichtspunkt hängen und auf Beute warten. Haben sie ein Opfer ausfindig gemacht, stürzen sie sich darauf, tragen es zu ihrem Aussichtspunkt zurück und verzehren es. Die Nahrung der Falschen Vampire besteht aus Insekten und Spinnen, insbesondere der Indische Falsche Vampir nimmt auch kleine Wirbeltiere wie Nagetiere, andere Fledermausarten, Vögel, Frösche und Echsen zu sich. Es gibt Berichte, wonach diese Tiere sogar in Häusern nach Nahrung suchen.

## Fortpflanzung
Nach rund 150- bis 160-tägiger Tragzeit bringt das Weibchen zwischen April und Juni meist ein einzelnes Jungtier zur Welt. In den ersten Wochen trägt das Weibchen das Neugeborene mit sich herum, später legen sie es während der Nahrungssuche an geschützten Stellen ab. Nach rund zwei bis drei Monaten werden die Jungen entwöhnt und erreichen im zweiten Lebensjahr die Geschlechtsreife.

## Bedrohung
Beide Arten der Falschen Vampire sind häufig und weit verbreitet und werden nicht als bedroht gelistet.